# Haulmé
Haulmé é uma comuna francesa na região administrativa de Grande Leste, no departamento Ardenas. Estende-se por uma área de 3,58 km². Em 2010 a comuna tinha 90 habitantes (densidade: 25,1 hab./km²).